# Oida Taunz!
"Oida Taunz!" är debutsingeln från den österrikiska musikgruppen Trackshittaz. Den släpptes den 29 oktober 2010 som den första singeln från deras debutalbum Oidaah pumpn muas's. Låten är skriven av gruppmedlemmarna Lukas Plöchl och Manuel Hoffelner själva. Låten låg 27 veckor på den österrikiska singellistan där den nådde plats 1 som bäst.
Låten kom på andra plats i Österrikes nationella uttagning till Eurovision Song Contest 2011 efter Nadine Beiler med "The Secret Is Love".

## Versioner
Oida Taunz! (Singel)
1. "Oida Taunz!" – 3:19

Oida Taunz! (Singel)
1. "Oida Taunz!" (German Version) – 3:18

## Listplaceringar
| Lista (2010-2012) | Topplacering |
| ----------------- | ------------ |
| Österrike         | 1            |